# 令狐整
令狐 整（れいこ せい、513年 - 573年）は、北魏から北周にかけての官僚・軍人。もとの名は延。字は延保。本貫は敦煌郡效穀県。一族は早くに宜州華原県に移り住んでいたので、華原の人とも言う。

## 経歴
令狐虬の子として生まれた。北魏の瓜州刺史である東陽王元栄に召し出されて瓜州主簿となり、盪寇将軍の号を加えられた。孝武帝が関中に入ると、河右は争乱に陥ったため、元栄は令狐整に瓜州の防備を任せた。元栄の娘婿の劉彦が瓜州を奪い、西魏の任命した瓜州刺史との交代を受け入れなかったため、令狐整は開府の張穆らとともに西魏の河西大使の申徽と連絡し、劉彦を捕らえて長安に送った。宇文泰は令狐整の忠節を褒めて、上表して都督とした。546年（大統12年）、城民の張保が瓜州刺史の成慶を殺害し、涼州刺史の宇文仲和とともに西魏に叛いた。さらに晋昌郡の呂興らが太守の郭肆を殺害して、張保に呼応した。令狐整は偽って張保につくふりをした。令狐整は親しい人に頼んで、涼州に兵を派遣して2州の軍勢を糾合し、西魏と対抗するよう張保に勧めさせた。張保はその意見に肯いたが、軍を任せる将軍に心当たりがなかった。さらに令狐整は令狐整自身を将軍とするよう人に説かせた。張保は人質となる令狐整の父兄らが瓜州の城中にいたため、疑うことなく令狐整を行かせることにした。令狐整は玉門郡に赴くと、豪傑を召集し、張保の罪を説いて味方を集めた。まず晋昌郡を襲い、呂興を斬った。さらに進軍して瓜州の張保を攻撃した。瓜州の人々はもとより令狐整に信服していたので、張保を見捨てて令狐整についた。張保は吐谷渾に亡命した。
瓜州の人々は令狐整を刺史に推した。令狐整はこれを固辞し、波斯使主の張道義を行瓜州事として推し、状況を西魏の朝廷に奏聞した。朝廷は申徽を瓜州刺史に任じ、令狐整を長安に召し出した。令狐整は寿昌郡太守に任じられ、襄武県男に封じられた。さらに宇文泰により瓜州義首に立てられた。義首のまま持節・撫軍将軍・通直散騎常侍・大都督の位を受けた。
令狐整は郷里の親族2000人あまりを率いて入朝し、征戦に従軍させた。使持節・車騎将軍・儀同三司・散騎常侍の位を受けた。まもなく驃騎大将軍・開府儀同三司となり、侍中の任を加えられた。宇文氏の姓を賜り、合わせて整の名を賜った。
557年、北周が建国されると、司憲中大夫の位を受けた。かれの下す処断は法に則って公平であり、当時の人士に賞賛された。爵位は彭陽県公に進んだ。
かつて南朝梁の興州刺史の席固が西魏に帰順したとき、宇文泰は席固を豊州刺史とした。席固は南朝梁の法に基づく統治に慣れていたため、西魏・北周の法治の知識を欠いていた。北周の朝議はこれを交代させようと人選を進め、令狐整を豊州刺史とし、席固を湖州刺史に転出させた。令狐整は豊州の州治を武当県に移転させた。令狐整が任期を満了して離任するとき、豊州の民衆や官吏たちは遠近から参集して令狐整が州境を出るまで見送った。令狐整は御正中大夫の位を受け、北地郡太守として出向した。同州司会に転じ、さらに始州刺史に転出した。571年（天和6年）、大将軍の位に進んだ。
かつて宇文護が政権を掌握したとき、令狐整を腹心に望んだが、令狐整はこれを辞退してその意に逆らった。572年（天和7年）、宇文護が処刑されると、宇文護に従った者たちはみな処断されたが、令狐整はひとり免れた。573年（建徳2年）、死去した。享年は61。本官に加えて敷宜豳塩四州諸軍事・敷州刺史の位を追贈された。諡は襄といった。
子の令狐熙が後を嗣いだ。

## 伝記資料
- 『周書』巻36 列伝第28
- 『北史』巻67 列伝第55